# Christina van Frankrijk

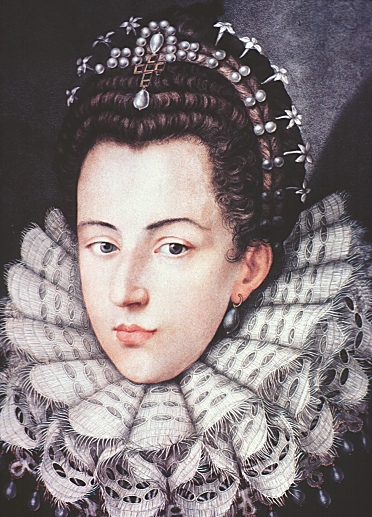
Christina van Frankrijk

Christina Maria van Frankrijk (Frans: Christine de France of ook wel Madame Royale, Italiaans: Maria Cristina di Francia of ook Madama Reale) (Parijs, 10 februari 1606 – Turijn, 27 december 1663) was tussen 1637 en 1648 als hertogin-weduwe regentes van Savoye.

## Jeugd
Ze werd geboren in het Louvre als dochter van koning Hendrik IV van Frankrijk en diens tweede vrouw koningin Maria de' Medici. Christina was het derde kind van het Franse koningspaar. Ze was vijf jaar toen haar vader werd vermoord. Ze had een oudere broer, de toekomstige koning Lodewijk XIII (1601-1643) en een oudere zus, Elizabeth (1602-1644). Christina werd de oudere zus van: Nicolaas Hendrik (1607-1611), Gaston (1608-1660) de hertog van Orléans en van Henriëtta Maria (1609-1669).
Christina was een schoonzus van de Spaanse koning Filips IV door het huwelijk van haar zus Elizabeth. En Christina was ook de schoonzus van Karel I van Engeland door het huwelijk van haar zus Henriëtta Maria.

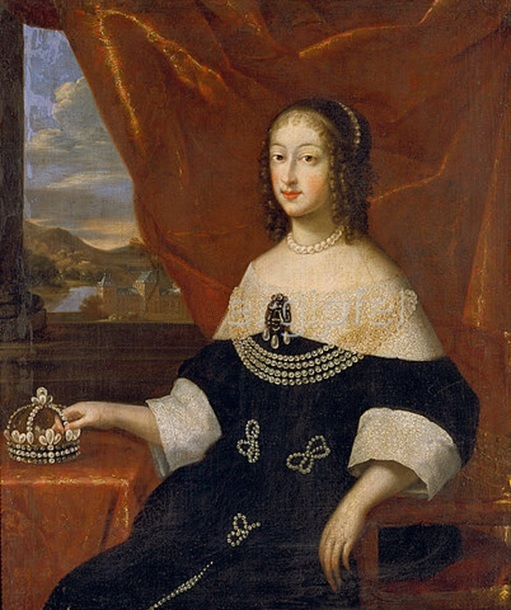
Christina (1633)

## Huwelijk
Zelf trouwde Christina op 10 februari 1619 in Parijs met Victor Amadeus I, Hertog van Savoye. Hij was een zoon van Karel Emanuel I en van prinses Catharina Michaela van Oostenrijk, een dochter van de Spaanse koning Filips II en diens vrouw Elisabeth van Frankrijk, op haar buurt een dochter van de Franse koning Hendrik II en Catharina de' Medici. Het was een politiek huwelijk met een man die twintig jaar ouder was dan zij. Christina werd feestelijk ingehaald in Savoye, onder andere met een groot spektakel aan het Meer van Mont-Cenis en een intrede in Turijn.

## Regentes

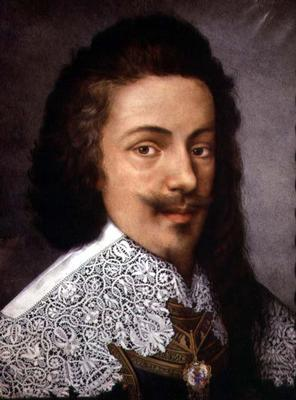
Victor Amadeus I, de man van Christina

Victor Amadeus werd na de dood van zijn vader in 1630 de nieuwe hertog van Savoye. Victor Amadeus stierf zeven jaar later op 7 oktober 1637. Christina, een sterke en bovenal een zelfverzekerde vrouw, nam het regentschap op zich voor haar twee zoons, Frans Hyacinth en Karel Emanuel.
Kardinaal Maurits van Savoye en diens jongere broer Thomas Frans van Savoye (beide zonen van Karel Emanuel I van Savoye), keurden de macht van hun schoonzus en haar Franse gevolg af. Toen Christina’s oudste zoon, Frans Hyacinth, stierf op 4 oktober 1638, begonnen beide broers de Piedmontese Burgeroorlog, met steun van Spanje. De beide partijen kregen bijnamen: de aanhangers van de Prinsen werden principisti genoemd en de aanhangers van Christina werden madamisti genoemd naar Madama Reale. Tweemaal werd Turijn belegerd door een Spaans leger. Tijdens het tweede beleg moest Christina met haar zoon vluchten naar Chambéry en naar Montmélian. Met steun van Franse troepen werd Turijn in november 1640 heroverd op de principisti.
Na een vier jaar lang durende burgeroorlog won Christina dankzij de steun van haar broer, Lodewijk XIII van Frankrijk. Niet alleen kon ze het hertogdom voor haar zoon behouden, maar ze zorgde er ook voor dat de Fransen hun macht verloren in het hertogdom. Toen de beide partijen de vredesovereenkomst tekenden in 1642, trouwde Maurits met zijn nog maar net veertien jaar oude nichtje, Louise Christina, oudste dochter van Christina, nadat hij afstand deed van zijn kardinale titels en aan paus Paulus V vergeving en een vergoeding vroeg. Maurits werd gouverneur van Nice. Christina bleef regentes van het hertogdom Savoye tot haar zoon op veertien jaar vervroegd meerderjarig werd verklaard en haar kon opvolgen. Maar ook daarna drukte ze tot haar dood haar stempel op het beleid van haar zoon.

## Kunsten
Christina was net als haar moeder een groot kunstliefhebber. Zij organiseerde aan het hof van Savoye balletten, verklede bals en banketten. Zij liet onder andere het paleis Castello Valentino nabij Turijn bouwen. Zij liet door historicus Samuel Guichenon een genealogie van het huis van Savoye schrijven (Histoire généalogique de la Royale Maison de Savoye) om de koninklijke aanspraak van Savoye kracht bij te zetten.

## Kinderen

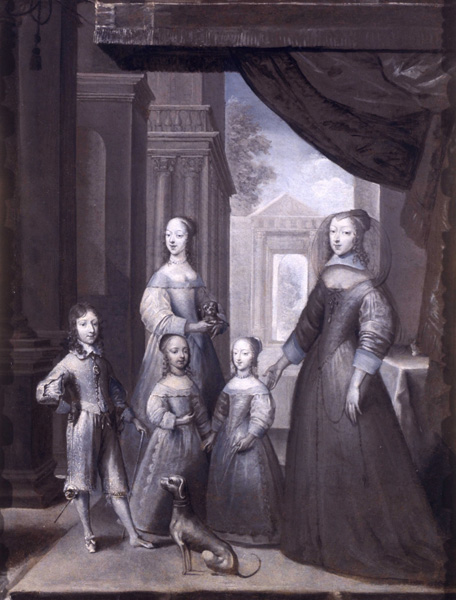
Christina met haar kinderen

Christina en Victor Amadeus I kregen zeven kinderen:
- Lodewijk Amadeus (1622-1628), prins van Savoye.
- Louise Christina (27 juli 1629 – 14 mei 1692), zij trouwde met haar oom Maurits van Savoye.
- Frans Hyacinth (14 september 1632 – 4 oktober 1638), hertog van Savoye, stierf op jonge leeftijd.
- Karel Emanuel (20 juni 1634 – 12 juni 1675), hertog van Savoye.
- Margaretha Violante (15 november 1635 – 29 april 1663), zij trouwde met Ranuccio II Farnese hertog van Parma en Piacenza.
- Henriëtte Adelheid (6 november 1636 – 18 maart 1676), trouwde met Ferdinand Maria van Beieren, keurvorst van Beieren.
- Catharina Beatrix (6 november 1636 – 26 augustus 1637).

## Kwartierstaat (voorouders)
| Karel van Bourbon-Vendôme (1489-1537) | Karel van Bourbon-Vendôme (1489-1537) | Karel van Bourbon-Vendôme (1489-1537) | Karel van Bourbon-Vendôme (1489-1537) | Karel van Bourbon-Vendôme (1489-1537)   | Karel van Bourbon-Vendôme (1489-1537)   | Françoise van Alençon (1491-1550)       | Françoise van Alençon (1491-1550)       | Françoise van Alençon (1491-1550)       | Françoise van Alençon (1491-1550)       | Françoise van Alençon (1491-1550)    | Françoise van Alençon (1491-1550)    |                                      |                                      | Hendrik II van Navarra (1503-1555)   | Hendrik II van Navarra (1503-1555)   | Hendrik II van Navarra (1503-1555)  | Hendrik II van Navarra (1503-1555)  | Hendrik II van Navarra (1503-1555) | Hendrik II van Navarra (1503-1555) | Margaretha van Valois (1492-1549)   | Margaretha van Valois (1492-1549)   | Margaretha van Valois (1492-1549)   | Margaretha van Valois (1492-1549)   | Margaretha van Valois (1492-1549)   | Margaretha van Valois (1492-1549)   |  |  | Cosimo I de' Medici (1519-1574)    | Cosimo I de' Medici (1519-1574)    | Cosimo I de' Medici (1519-1574)    | Cosimo I de' Medici (1519-1574)    | Cosimo I de' Medici (1519-1574)    | Cosimo I de' Medici (1519-1574)    | Eleonora van Toledo (1522-1562)    | Eleonora van Toledo (1522-1562)    | Eleonora van Toledo (1522-1562)    | Eleonora van Toledo (1522-1562)    | Eleonora van Toledo (1522-1562) | Eleonora van Toledo (1522-1562) |                                |                                | Keizer Ferdinand I (1503-1564) | Keizer Ferdinand I (1503-1564) | Keizer Ferdinand I (1503-1564)            | Keizer Ferdinand I (1503-1564)            | Keizer Ferdinand I (1503-1564)            | Keizer Ferdinand I (1503-1564)            | Anna van Bohemen en Hongarije (1503-1547) | Anna van Bohemen en Hongarije (1503-1547) | Anna van Bohemen en Hongarije (1503-1547) | Anna van Bohemen en Hongarije (1503-1547) | Anna van Bohemen en Hongarije (1503-1547) | Anna van Bohemen en Hongarije (1503-1547) |  |  |  |  |  |  |  |  |  |  |  |  |  |  |  |  |  |  |  |  |  |  |  |  |  |  |  |  |  |  |  |  |  |  |  |  |  |  |  |  |  |  |  |  |  |  |  |  |
| Karel van Bourbon-Vendôme (1489-1537) | Karel van Bourbon-Vendôme (1489-1537) | Karel van Bourbon-Vendôme (1489-1537) | Karel van Bourbon-Vendôme (1489-1537) | Karel van Bourbon-Vendôme (1489-1537)   | Karel van Bourbon-Vendôme (1489-1537)   | Françoise van Alençon (1491-1550)       | Françoise van Alençon (1491-1550)       | Françoise van Alençon (1491-1550)       | Françoise van Alençon (1491-1550)       | Françoise van Alençon (1491-1550)    | Françoise van Alençon (1491-1550)    |                                      |                                      | Hendrik II van Navarra (1503-1555)   | Hendrik II van Navarra (1503-1555)   | Hendrik II van Navarra (1503-1555)  | Hendrik II van Navarra (1503-1555)  | Hendrik II van Navarra (1503-1555) | Hendrik II van Navarra (1503-1555) | Margaretha van Valois (1492-1549)   | Margaretha van Valois (1492-1549)   | Margaretha van Valois (1492-1549)   | Margaretha van Valois (1492-1549)   | Margaretha van Valois (1492-1549)   | Margaretha van Valois (1492-1549)   |  |  | Cosimo I de' Medici (1519-1574)    | Cosimo I de' Medici (1519-1574)    | Cosimo I de' Medici (1519-1574)    | Cosimo I de' Medici (1519-1574)    | Cosimo I de' Medici (1519-1574)    | Cosimo I de' Medici (1519-1574)    | Eleonora van Toledo (1522-1562)    | Eleonora van Toledo (1522-1562)    | Eleonora van Toledo (1522-1562)    | Eleonora van Toledo (1522-1562)    | Eleonora van Toledo (1522-1562) | Eleonora van Toledo (1522-1562) |                                |                                | Keizer Ferdinand I (1503-1564) | Keizer Ferdinand I (1503-1564) | Keizer Ferdinand I (1503-1564)            | Keizer Ferdinand I (1503-1564)            | Keizer Ferdinand I (1503-1564)            | Keizer Ferdinand I (1503-1564)            | Anna van Bohemen en Hongarije (1503-1547) | Anna van Bohemen en Hongarije (1503-1547) | Anna van Bohemen en Hongarije (1503-1547) | Anna van Bohemen en Hongarije (1503-1547) | Anna van Bohemen en Hongarije (1503-1547) | Anna van Bohemen en Hongarije (1503-1547) |  |  |  |  |  |  |  |  |  |  |  |  |  |  |  |  |  |  |  |  |  |  |  |  |  |  |  |  |  |  |  |  |  |  |  |  |  |  |  |  |  |  |  |  |  |  |  |  |
|                                       |                                       |                                       |                                       |                                         |                                         |                                         |                                         |                                         |                                         |                                      |                                      |                                      |                                      |                                      |                                      |                                     |                                     |                                    |                                    |                                     |                                     |                                     |                                     |                                     |                                     |  |  |                                    |                                    |                                    |                                    |                                    |                                    |                                    |                                    |                                    |                                    |                                 |                                 |                                |                                |                                |                                |                                           |                                           |                                           |                                           |                                           |                                           |                                           |                                           |                                           |                                           |  |  |  |  |  |  |  |  |  |  |  |  |  |  |  |  |  |  |  |  |  |  |  |  |  |  |  |  |  |  |  |  |  |  |  |  |  |  |  |  |  |  |  |  |  |  |  |  |
|                                       |                                       |                                       |                                       | Anton van Bourbon (1518-1562)           | Anton van Bourbon (1518-1562)           | Anton van Bourbon (1518-1562)           | Anton van Bourbon (1518-1562)           | Anton van Bourbon (1518-1562)           | Anton van Bourbon (1518-1562)           |                                      |                                      |                                      |                                      |                                      |                                      | Johanna van Albret (1528-1572)      | Johanna van Albret (1528-1572)      | Johanna van Albret (1528-1572)     | Johanna van Albret (1528-1572)     | Johanna van Albret (1528-1572)      | Johanna van Albret (1528-1572)      |                                     |                                     |                                     |                                     |  |  |                                    |                                    |                                    |                                    | Francesco I de' Medici (1541-1587) | Francesco I de' Medici (1541-1587) | Francesco I de' Medici (1541-1587) | Francesco I de' Medici (1541-1587) | Francesco I de' Medici (1541-1587) | Francesco I de' Medici (1541-1587) |                                 |                                 |                                |                                |                                |                                | Johanna van Oostenrijk (1547-1578)        | Johanna van Oostenrijk (1547-1578)        | Johanna van Oostenrijk (1547-1578)        | Johanna van Oostenrijk (1547-1578)        | Johanna van Oostenrijk (1547-1578)        | Johanna van Oostenrijk (1547-1578)        |                                           |                                           |                                           |                                           |  |  |  |  |  |  |  |  |  |  |  |  |  |  |  |  |  |  |  |  |  |  |  |  |  |  |  |  |  |  |  |  |  |  |  |  |  |  |  |  |  |  |  |  |  |  |  |  |
|                                       |                                       |                                       |                                       | Anton van Bourbon (1518-1562)           | Anton van Bourbon (1518-1562)           | Anton van Bourbon (1518-1562)           | Anton van Bourbon (1518-1562)           | Anton van Bourbon (1518-1562)           | Anton van Bourbon (1518-1562)           |                                      |                                      |                                      |                                      |                                      |                                      | Johanna van Albret (1528-1572)      | Johanna van Albret (1528-1572)      | Johanna van Albret (1528-1572)     | Johanna van Albret (1528-1572)     | Johanna van Albret (1528-1572)      | Johanna van Albret (1528-1572)      |                                     |                                     |                                     |                                     |  |  |                                    |                                    |                                    |                                    | Francesco I de' Medici (1541-1587) | Francesco I de' Medici (1541-1587) | Francesco I de' Medici (1541-1587) | Francesco I de' Medici (1541-1587) | Francesco I de' Medici (1541-1587) | Francesco I de' Medici (1541-1587) |                                 |                                 |                                |                                |                                |                                | Johanna van Oostenrijk (1547-1578)        | Johanna van Oostenrijk (1547-1578)        | Johanna van Oostenrijk (1547-1578)        | Johanna van Oostenrijk (1547-1578)        | Johanna van Oostenrijk (1547-1578)        | Johanna van Oostenrijk (1547-1578)        |                                           |                                           |                                           |                                           |  |  |  |  |  |  |  |  |  |  |  |  |  |  |  |  |  |  |  |  |  |  |  |  |  |  |  |  |  |  |  |  |  |  |  |  |  |  |  |  |  |  |  |  |  |  |  |  |
|                                       |                                       |                                       |                                       |                                         |                                         |                                         |                                         |                                         |                                         | Hendrik IV van Frankrijk (1553-1610) | Hendrik IV van Frankrijk (1553-1610) | Hendrik IV van Frankrijk (1553-1610) | Hendrik IV van Frankrijk (1553-1610) | Hendrik IV van Frankrijk (1553-1610) | Hendrik IV van Frankrijk (1553-1610) |                                     |                                     |                                    |                                    |                                     |                                     |                                     |                                     |                                     |                                     |  |  |                                    |                                    |                                    |                                    |                                    |                                    |                                    |                                    |                                    |                                    | Maria de' Medici (1575-1642)    | Maria de' Medici (1575-1642)    | Maria de' Medici (1575-1642)   | Maria de' Medici (1575-1642)   | Maria de' Medici (1575-1642)   | Maria de' Medici (1575-1642)   |                                           |                                           |                                           |                                           |                                           |                                           |                                           |                                           |                                           |                                           |  |  |  |  |  |  |  |  |  |  |  |  |  |  |  |  |  |  |  |  |  |  |  |  |  |  |  |  |  |  |  |  |  |  |  |  |  |  |  |  |  |  |  |  |  |  |  |  |
|                                       |                                       |                                       |                                       |                                         |                                         |                                         |                                         |                                         |                                         | Hendrik IV van Frankrijk (1553-1610) | Hendrik IV van Frankrijk (1553-1610) | Hendrik IV van Frankrijk (1553-1610) | Hendrik IV van Frankrijk (1553-1610) | Hendrik IV van Frankrijk (1553-1610) | Hendrik IV van Frankrijk (1553-1610) |                                     |                                     |                                    |                                    |                                     |                                     |                                     |                                     |                                     |                                     |  |  |                                    |                                    |                                    |                                    |                                    |                                    |                                    |                                    |                                    |                                    | Maria de' Medici (1575-1642)    | Maria de' Medici (1575-1642)    | Maria de' Medici (1575-1642)   | Maria de' Medici (1575-1642)   | Maria de' Medici (1575-1642)   | Maria de' Medici (1575-1642)   |                                           |                                           |                                           |                                           |                                           |                                           |                                           |                                           |                                           |                                           |  |  |  |  |  |  |  |  |  |  |  |  |  |  |  |  |  |  |  |  |  |  |  |  |  |  |  |  |  |  |  |  |  |  |  |  |  |  |  |  |  |  |  |  |  |  |  |  |
|                                       |                                       |                                       |                                       |                                         |                                         |                                         |                                         |                                         |                                         |                                      |                                      |                                      |                                      |                                      |                                      |                                     |                                     |                                    |                                    |                                     |                                     |                                     |                                     |                                     |                                     |  |  |                                    |                                    |                                    |                                    |                                    |                                    |                                    |                                    |                                    |                                    |                                 |                                 |                                |                                |                                |                                |                                           |                                           |                                           |                                           |                                           |                                           |                                           |                                           |                                           |                                           |  |  |  |  |  |  |  |  |  |  |  |  |  |  |  |  |  |  |  |  |  |  |  |  |  |  |  |  |  |  |  |  |  |  |  |  |  |  |  |  |  |  |  |  |  |  |  |  |
|                                       |                                       |                                       |                                       |                                         |                                         |                                         |                                         |                                         |                                         |                                      |                                      |                                      |                                      |                                      |                                      |                                     |                                     |                                    |                                    |                                     |                                     |                                     |                                     |                                     |                                     |  |  |                                    |                                    |                                    |                                    |                                    |                                    |                                    |                                    |                                    |                                    |                                 |                                 |                                |                                |                                |                                |                                           |                                           |                                           |                                           |                                           |                                           |                                           |                                           |                                           |                                           |  |  |  |  |  |  |  |  |  |  |  |  |  |  |  |  |  |  |  |  |  |  |  |  |  |  |  |  |  |  |  |  |  |  |  |  |  |  |  |  |  |  |  |  |  |  |  |  |
|                                       |                                       |                                       |                                       | Lodewijk XIII van Frankrijk (1601-1643) | Lodewijk XIII van Frankrijk (1601-1643) | Lodewijk XIII van Frankrijk (1601-1643) | Lodewijk XIII van Frankrijk (1601-1643) | Lodewijk XIII van Frankrijk (1601-1643) | Lodewijk XIII van Frankrijk (1601-1643) |                                      |                                      | Elisabeth van Frankrijk (1602-1644)  | Elisabeth van Frankrijk (1602-1644)  | Elisabeth van Frankrijk (1602-1644)  | Elisabeth van Frankrijk (1602-1644)  | Elisabeth van Frankrijk (1602-1644) | Elisabeth van Frankrijk (1602-1644) |                                    |                                    | Christina van Frankrijk (1606-1663) | Christina van Frankrijk (1606-1663) | Christina van Frankrijk (1606-1663) | Christina van Frankrijk (1606-1663) | Christina van Frankrijk (1606-1663) | Christina van Frankrijk (1606-1663) |  |  | Nicolaas van Frankrijk (1607-1611) | Nicolaas van Frankrijk (1607-1611) | Nicolaas van Frankrijk (1607-1611) | Nicolaas van Frankrijk (1607-1611) | Nicolaas van Frankrijk (1607-1611) | Nicolaas van Frankrijk (1607-1611) |                                    |                                    | Gaston van Orléans (1608-1660)     | Gaston van Orléans (1608-1660)     | Gaston van Orléans (1608-1660)  | Gaston van Orléans (1608-1660)  | Gaston van Orléans (1608-1660) | Gaston van Orléans (1608-1660) |                                |                                | Henriëtta Maria van Frankrijk (1609-1669) | Henriëtta Maria van Frankrijk (1609-1669) | Henriëtta Maria van Frankrijk (1609-1669) | Henriëtta Maria van Frankrijk (1609-1669) | Henriëtta Maria van Frankrijk (1609-1669) | Henriëtta Maria van Frankrijk (1609-1669) |                                           |                                           |                                           |                                           |  |  |  |  |  |  |  |  |  |  |  |  |  |  |  |  |  |  |  |  |  |  |  |  |  |  |  |  |  |  |  |  |  |  |  |  |  |  |  |  |  |  |  |  |  |  |  |  |